# 호이에토스트루프시

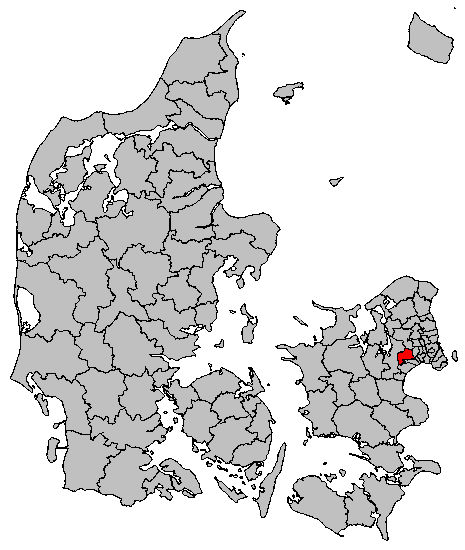
호이에토스트루프시의 위치

호이에토스트루프시(덴마크어: Høje-Taastrup Kommune)는 덴마크 수도 지역에 위치한 지방 자치체로 행정 중심지는 토스트루프이며 면적은 78.41km2, 인구는 48,853명(2014년 4월 1일 기준), 인구 밀도는 620명/km2이다. 셸란섬 북부에 위치한다.